# Kungsholms församlingshus

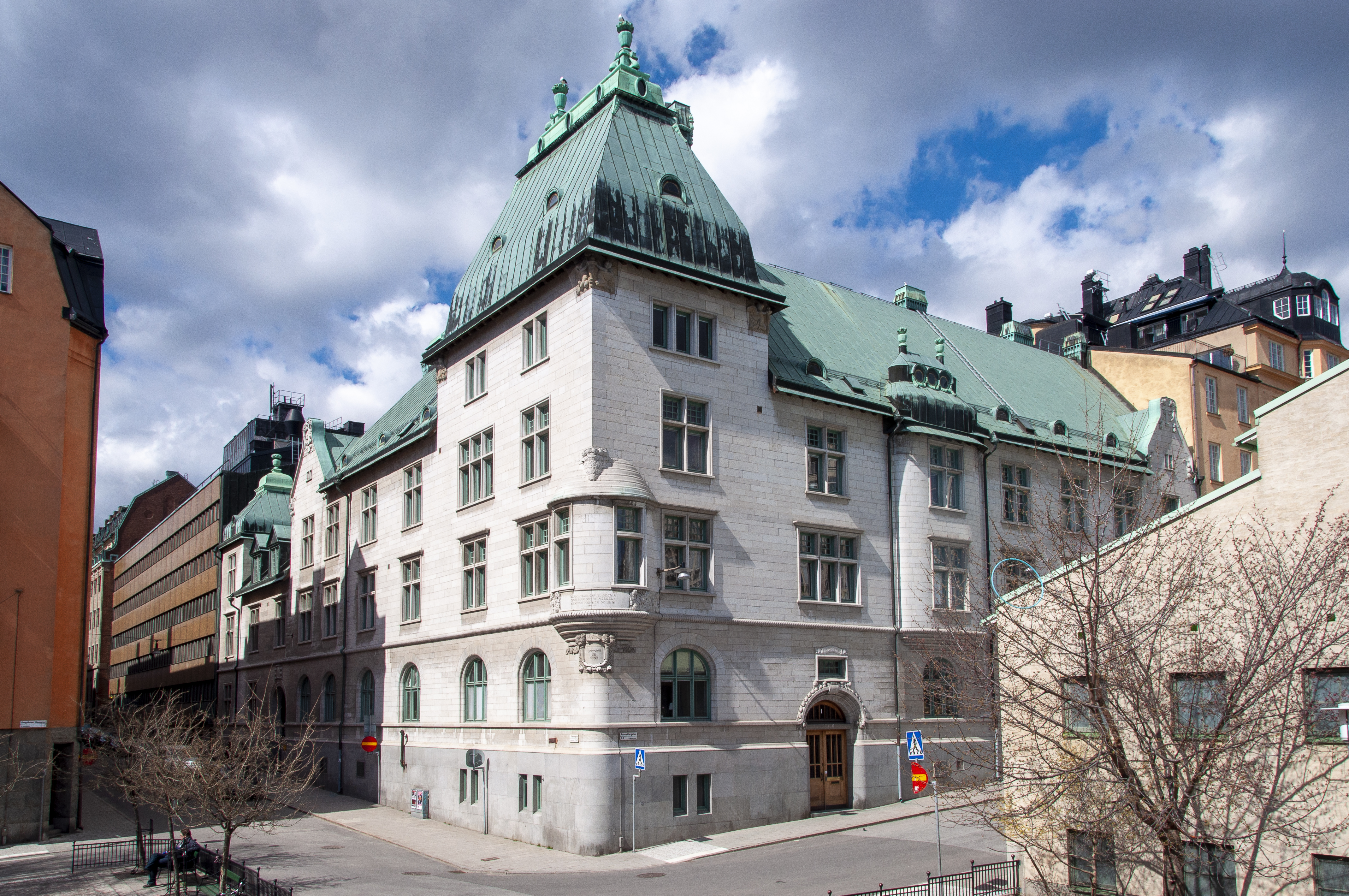
Kungsholms församlingshus

Kungsholms församlingshus (fastigheten Murmästaren 8) är en byggnad tillhörande Västermalms församling vid Parmmätargatan 1 på Kungsholmen i Stockholm.
Församlingshuset i kvarteret Murmästaren restes 1900-1902 enligt arkitekten Erik Lallerstedts ritningar. Det försågs med fint genomarbetade fasader i Gotlandskalksten på en sockel av granit under höga voluminösa tak av skiffer och koppar. Det hela bidrar till en kraftfull jugendmässig volymverkan. Gavlar kröntes med reliefer med kors och rosor  och under takfoten återfinns skulpterade putti. Texten i relief under burspråket lyder "Guds fasta grund består och har detta insegel: Herren känner de sina. 2 tim 2:19".
Församlingshuset inrymde förutom expeditionslokaler även flera stora bostadslägenheter med upp till nio rum och kök. Kyrksalen, som rymmer 205 personer, placerades i en gårdsflygel och fick sin nuvarande utformning 1946. Intill denna finns ett modernt vigselrum med tavla av Olle Hjortzberg. Skiffertaken byttes mot kopparplåt vid en omläggning 1976.
Byggnaden är blåklassad av Stockholms stadsmuseum vilket innebär att det kulturhistoriska värdet anses motsvara fordringarna för byggnadsminne.

## Bilder

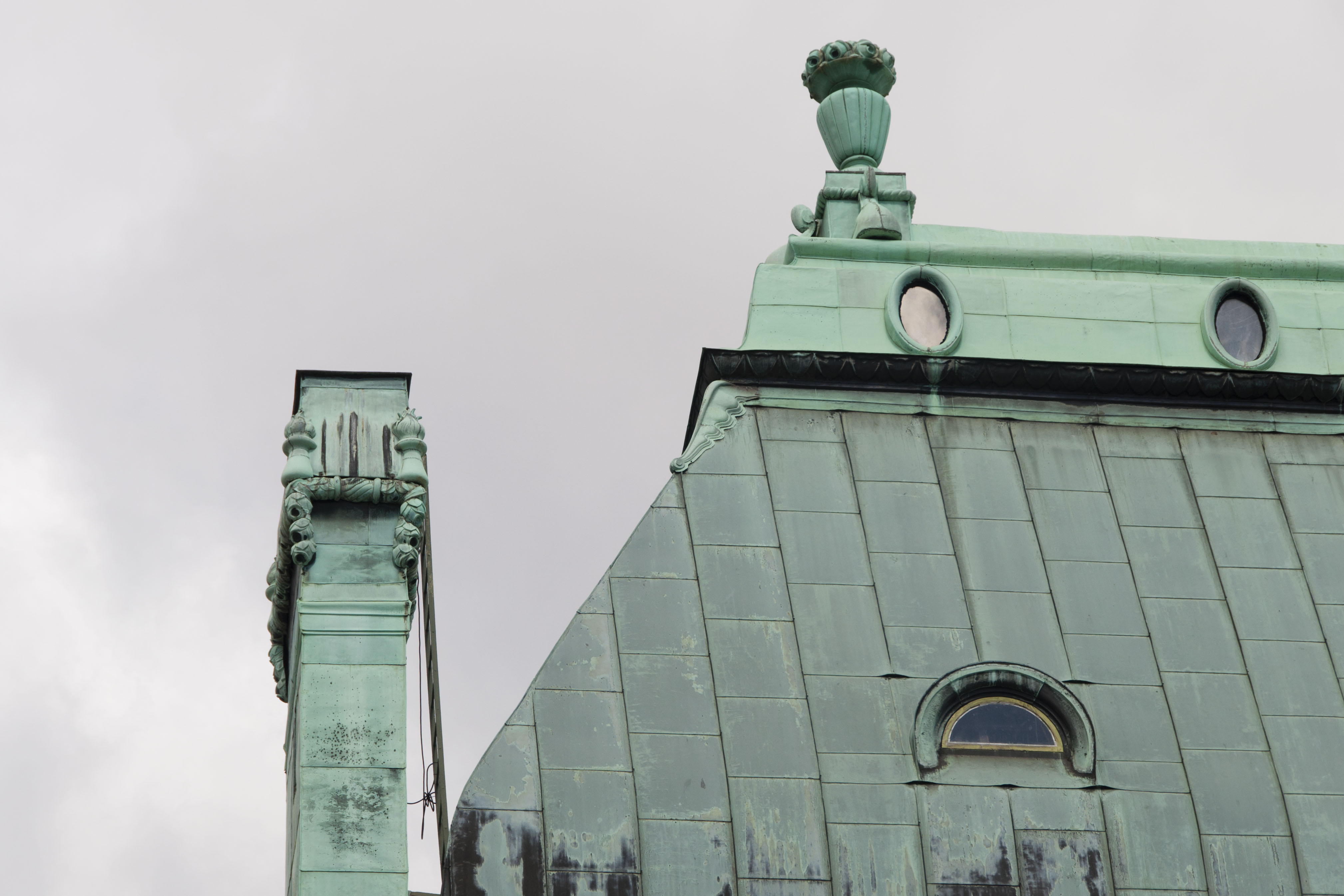
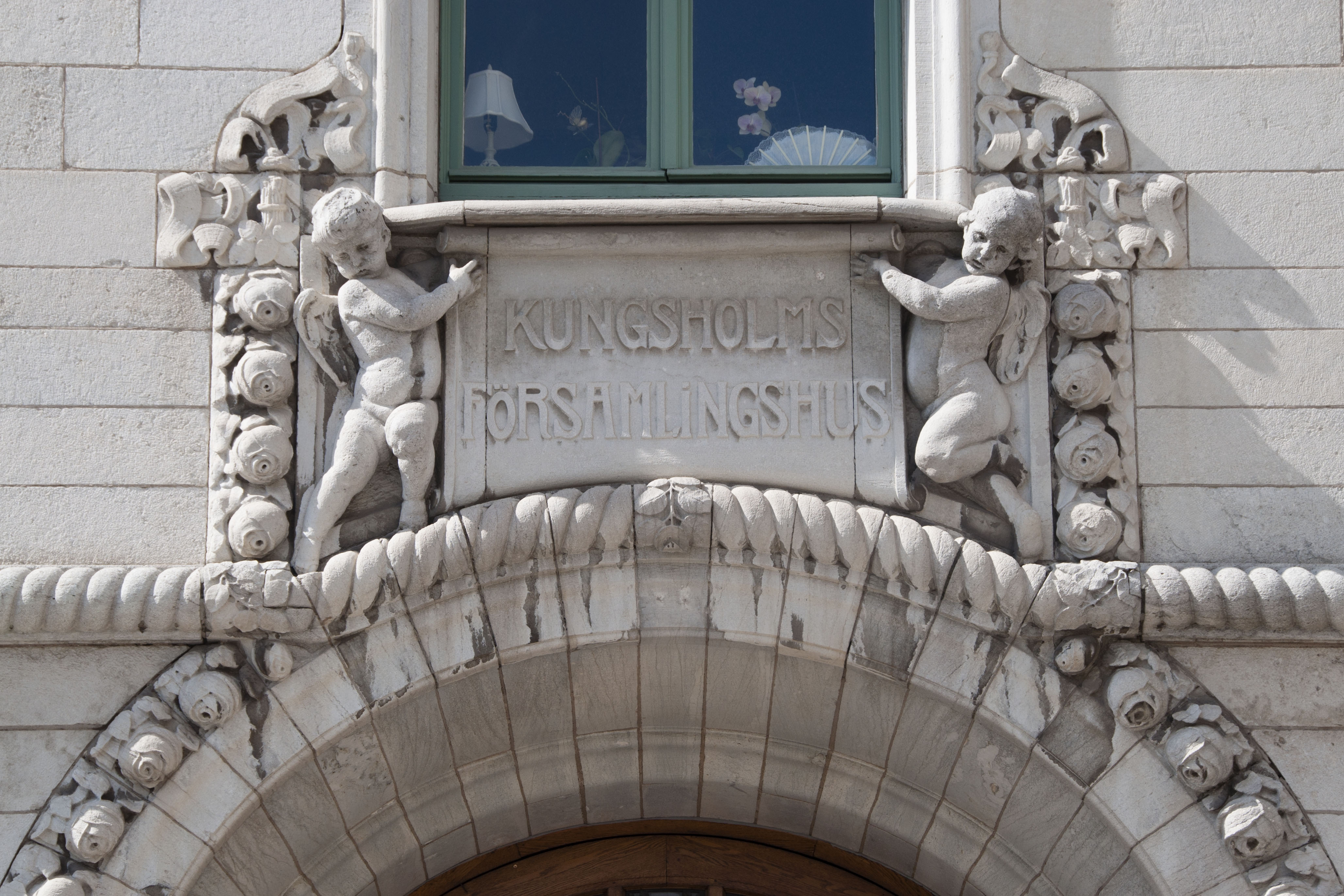
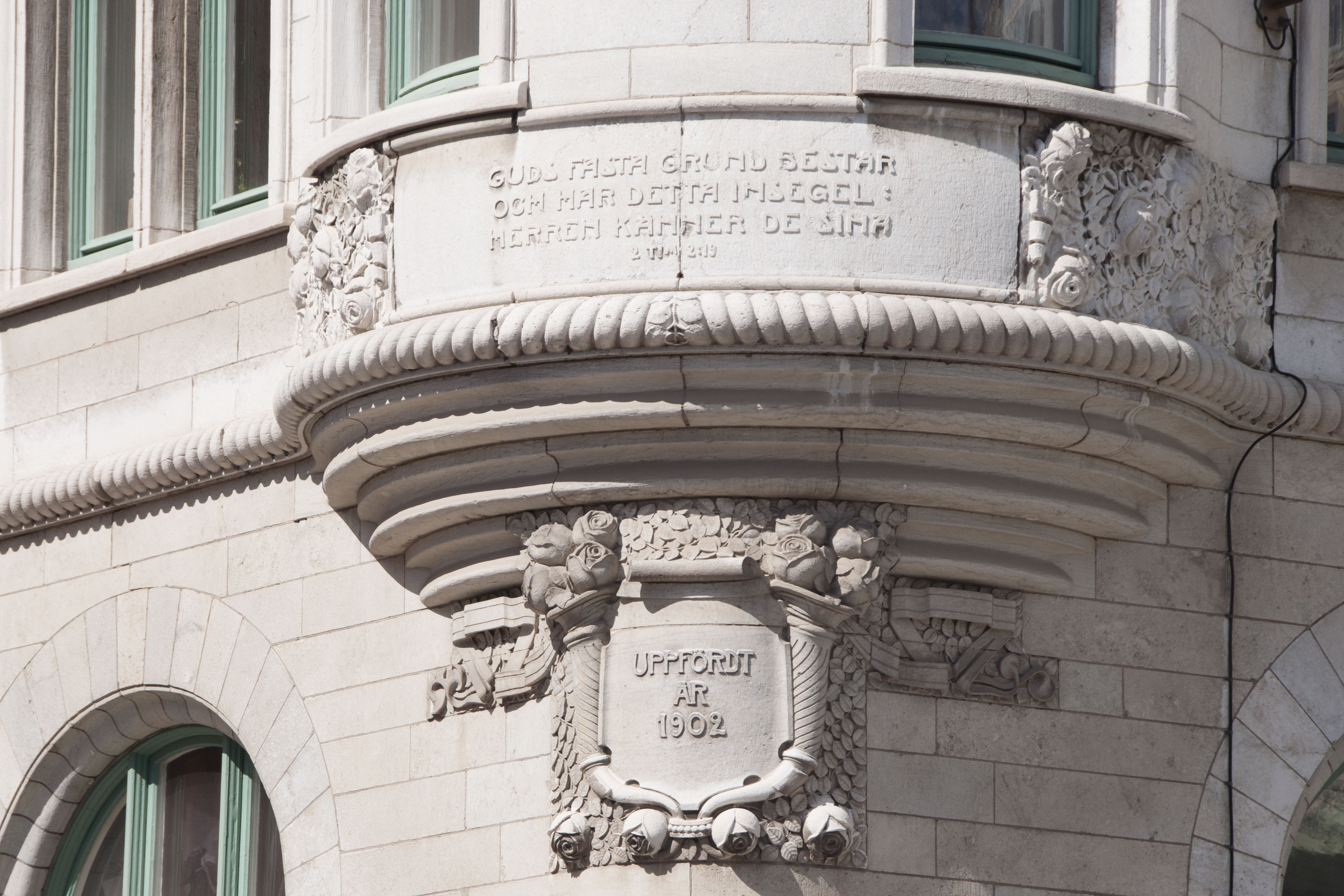
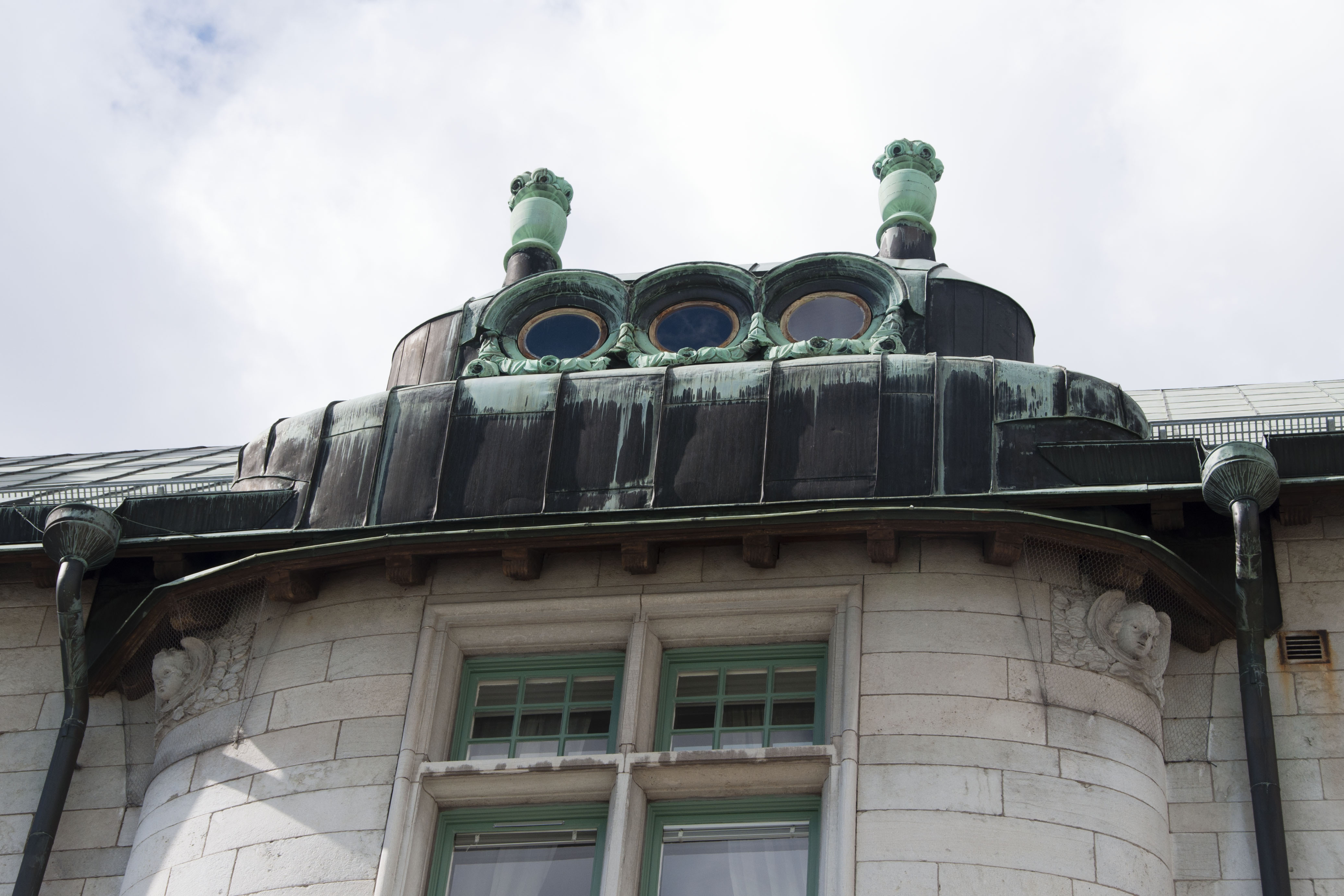